# Since I Left You
Since I Left You è il primo album in studio del gruppo musicale australiano The Avalanches, pubblicato il novembre 2000 dalla Modular Recordings. L'album, costruito servendosi di molte centinaia di campionamenti, venne accolto molto positivamente dal pubblico e la critica.

## Registrazione
Gli Avalanches iniziarono a lavorare all'album nel 1999. Il disco, che si sarebbe dovuto intitolare inizialmente Pablo's Cruise, venne registrato utilizzando soprattutto due campionatori Yamaha Promix 01 e Akai S2000. Venne inizialmente inteso come concept album su un ragazzo che va alla ricerca della sua amata, idea poi abbandonata perché giudicata dal duo troppo scontata.
I due membri del gruppo Darren Seltmann e Robbie Chater trascorsero molte ore a campionare brani di altri artisti da 600 dischi acquistati nei reparti occasioni. Non è chiaro il numero esatto dei campionamenti usati per comporre l'album: il loro numero varia, a seconda delle fonti, dai circa 900 agli oltre 3.500. I campionamenti adottati dagli Avalanches per registrare le tracce dell'album provengono, tra gli altri, da Beastie Boys, Basement Jaxx, Sylvester, Mercury Rev, The Bomb Squad, Madonna e Neil Ardley. Dopo aver campionato e arrangiato le tracce, i due si scambiavano i nastri, ascoltavano le idee dell'altro e sviluppavano ciò che sentivano. Sebbene lavorassero separatamente, Chater e Seltmann avevano gli studi pressoché identici.
Come sottolinea Chater, gli Avalanches non avevano inizialmente intenzione di distribuire il disco internazionalmente e non erano pertanto preoccupati all'idea di dover far fronte a problemi di copyright. Proprio per questo motivo, non disponevano di una lista dei brani citati per realizzare l'album. I due musicisti ebbero qualche problema di natura legale. Dovettero infatti eliminare il campionamento di Rodgers e Hammerstein in cui si sentono delle voci femminili e delle arpe, che sarebbe stato utilizzato nell'introduzione dell'album. L'operazione di clearance dei campioni venne fatta con l'aiuto di un esperto in materia di copyright di nome Pat Shannahan. Seltmann e Cheater terminarono la produzione del disco il febbraio 2000. Il titolo definitivo dell'album Since I Left You venne rivelato un mese dopo.
Since I Left You,  è un album plunderphonics e sampledelia, nato come risposta all'aggressivo big beat britannico di Chemical Brothers e Prodigy. Since I Left You ha un approccio disco music e psichedelico oltre a chiare ispirazioni hip hop e dalla musica degli anni sessanta, in particolar modo quella di Beach Boys e Phil Spector.
I singoli estratti dall'album sono la malinconica title-track, che apre la scaletta, il funk psichedelico di Radio, il disco-rap di Electricity e la demenziale Frontier Psychiatrist, considerata uno dei capolavori dell'album.

## Pubblicazione
Since I Left You venne pubblicato a fine novembre 2000 dalla Modular Recordings. Venne pubblicato per il mercato internazionale soltanto alla fine dell'anno seguente per problemi di copyright. L'uscita venne supportata da una tournée internazionale.
Nel 2021, uscì una versione deluxe per celebrare il ventesimo anniversario del disco.

## Accoglienza
| Recensione     | Giudizio    |
| -------------- | ----------- |
| Simon Reynolds | positivo    |
| Piero Scaruffi |             |
| AllMusic       |             |
| Ondarock       | consigliato |
| Pitchfork      | 9.5/10      |

Since I Left You ha ricevuto diversi riconoscimenti (compresi quattro premi agli ARIA Music Awards 2001) e il plauso della critica, che lo ha eletto uno degli album più importanti dell'anno e del decennio, nonché uno dei capolavori della musica australiana. Simon Reynolds lo definisce "mirabile", mentre, secondo quanto è riporta nella loro biografia del sito di Piero Scaruffi, «i risultati della loro (degli Avalanches) arte ricombinante (...) erano sia esilaranti che illuminanti, come se gettassero nuova luce sui valori di un'intera civiltà, decostruendone e decontestualizzandone i suoi attributi fondamentali.» L'album ha ottenuto il massimo dei voti su AllMusic, stando al quale «non c'è dubbio che Since I Left You sia uno dei dischi dance più intimi ed emotivi non incentrati sulla voce. Agisce a un livello quasi mistico.»
Secondo Robbie Chater degli Avalanches, l'album ebbe anche un successo di pubblico inaspettato (prima della sua uscita, pensava che «nessuno lo ascolterà in ogni caso»). Divenne infatti disco di platino in Australia e disco d'oro nel Regno Unito. Si inserì in varie classifiche, piazzandosi al quinto posto della ARIA Charts australiana.

## Tracce

### Edizione originale
1. Since I Left You – 4:22
2. Stay Another Season – 2:18
3. Radio – 4:22
4. Two Hearts in 3/4 Time – 3:23
5. Avalanche Rock – 0:22
6. Flight Tonight – 3:53
7. Close to You – 3:54
8. Diners Only – 1:35
9. A Different Feeling – 4:22
10. Electricity – 3:29
11. Tonight – 2:20
12. Pablo's Cruise – 0:52
13. Frontier Psychiatrist – 4:47
14. Etoh – 5:02
15. Summer Crane – 4:39
16. Little Journey – 1:35
17. Live at Dominoes – 5:39
18. Extra Kings – 3:46

Durata totale: 60:40

### 20th Anniversary Deluxe Edition (digitale e vinile)

#### Disco 1
1. Since I Left You – 4:22
2. Stay Another Season – 2:18
3. Radio – 4:22
4. Two Hearts in 3/4 Time – 3:23
5. Avalanche Rock – 0:22
6. Flight Tonight – 3:53
7. Close to You – 3:54
8. Diners Only – 1:35
9. A Different Feeling – 4:22
10. Electricity – 3:29
11. Tonight – 2:20
12. Pablo's Cruise – 0:52
13. Frontier Psychiatrist – 4:47
14. Etoh – 5:02
15. Summer Crane – 4:39
16. Little Journey – 1:35
17. Live at Dominoes – 5:39
18. Extra Kings – 3:46

Durata totale: 60:40

#### Disco 2
1. Since I Left You (Cornelius remix) – 5:35
2. Tonight May Have to Last Me All My Life (Edan remix) – 3:53
3. Frontier Psychiatrist (Mario Caldato Jr.'s 85% remix) – 4:04
4. Close to You (Sun Araw remix) – 6:10
5. Since I Left You (Stereolab remix) – 4:36
6. Flight Tonight (Canyons Travel Agent dub) – 6:00
7. Radio (Sinkane remix) – 8:33
8. Since I Left You (Prince Paul remix) – 3:48
9. Electricity (Harvey's Nightclub re-edit) – 6:30
10. Summer Crane (Black Dice remix) – 3:38
11. Extra Kings (Deakin remix) – 4:42
12. Tonight May Have to Last Me All My Life (MF DOOM remix) – 2:54
13. Tonight May Have to Last Me All My Life (Dragged by Leon Vynehall) – 5:24
14. A Different Feeling (Carl Craig's Paperclip People remix) – 10:37
15. Thank You Caroline (original Avalanches demo tape) – 4:11

Durata totale: 80:35

### 20th Anniversary Deluxe Edition (CD)

#### Disco 1
1. Since I Left You – 4:22
2. Stay Another Season – 2:18
3. Radio – 4:22
4. Two Hearts in 3/4 Time – 3:23
5. Avalanche Rock – 0:22
6. Flight Tonight – 3:53
7. Close to You – 3:54
8. Diners Only – 1:35
9. A Different Feeling – 4:22
10. Electricity – 3:29
11. Tonight – 2:20
12. Pablo's Cruise – 0:52
13. Frontier Psychiatrist – 4:47
14. Etoh – 5:02
15. Summer Crane – 4:39
16. Little Journey – 1:35
17. Live at Dominoes – 5:39
18. Extra Kings – 3:46

Durata totale: 60:40

#### Disco 2
1. Tonight May Have to Last Me All My Life (MF DOOM remix) – 2:45
2. Summer Crane (Black Dice remix) – 0:37
3. Frontier Psychiatrist (Mario Caldato Jr.'s 85% remix) – 2:13
4. Electricity (Dr Rockit's Dirty Kiss remix) – 1:29
5. Electricity (original Avalanches demo tape) – 2:54
6. Thank You Caroline (original Avalanches demo tape) – 2:16
7. Thank You Caroline (Andy Votel remix) – 2:12
8. So Why So Sad (The Avalanches Sean Penn Mix) – 4:20 (Manic Street Preachers)
9. The Shining (The Avalanches Good Word for the Weekend mix) – 4:58 (Badly Drawn Boy)
10. Pablo's Cruise (original Avalanches demo tape) – 0:51
11. I'm a Cuckoo (The Avalanches remix) – 3:03 (Belle and Sebastian)
12. Chico (The Avalanches Wernham Hogg mix) – 3:11 (The Concretes)
13. Fade Together (The Avalanches remix) – 1:36 (Franz Ferdinand)
14. Since I Left You (Stereolab remix) – 4:16
15. Flight Tonight (Canyons Travel Agent dub) – 4:22
16. Radio (Sinkane remix) – 4:43
17. A Different Feeling (Ernest Saint Laurent Remix) – 4:05
18. A Different Feeling (Carl Craig's Paperclip People remix) – 4:09
19. Two Hearts in 3/4 Time (Jackson and His Computer Band remix) – 4:00
20. Tonight May Have to Last Me All My Life (Dragged by Leon Vynehall) – 4:01
21. Tonight May Have to Last Me All My Life (Edan remix) – 3:39

Durata totale: 65:40

## Formazione
Quella che segue è la formazione riportata nella copertina dell'album e nel sito di AllMusic.
- Robbie Chater – missaggio, produzione, campionatori
- James Dela Cruz – giradischi
- Tony Di Blasi – tastiere
- Dexter Fabay – giradischi
- Gordon McQuilten – pianoforte, percussioni
- Darren Seltmann – missaggio, produzione, banda di ottoni, voce, campionatori
- Bobbydazzler/Bobby Dazzler – coro, chitarra, design, missaggio
- Chris Corby – assistente ingegnere
- Dave Davies – assistente ingegnere
- Tony Espie – missaggio
- Antoinette Halloran – voce
- Matt Maddock – assistente ingegnere
- Jimi Maroudas – assistente ingegnere
- Mike Marsh – mastering
- Richie Robinson – missaggio
- Sally Russell – voce
- Saïan Supa Crew – voce
- Chris Scallan – computer

## Classifiche

### Classifiche settimanali
| Classifica (2000-21) | Posizione massima |
| -------------------- | ----------------- |
| Australia            | 5                 |
| Belgio (Vallonia)    | 142               |
| Francia              | 79                |
| Germania             | 74                |
| Norvegia             | 12                |
| Svezia               | 51                |

### Classifiche di fine anno
| Classifica (2001) | Posizione |
| ----------------- | --------- |
| Australia         | 52        |